# Вечерницы (журнал)
Вечерницы («Вечерниць») — литературно-научный журнал-еженедельник, первый печатный орган галицко-буковинских народников (организации «Молодая Русь»). Выходил во Львове с февраля 1862 по июнь 1863 года, выпущено 60 номеров. Редактор и издатель — Ф. И. Заревич (1862, 1863 ч. 1-7), с февраля 1863 — В. М. Шашкевич (ч. 8-17). Всего вышло 43 номера за 1862 и 17 номеров за 1863 год.

## Основные данные
Первый номер вышел 1 февраля 1862. Вышли числа: в 1862 году — Р.1 ч. 1-43, в 1863 — Р.2 ч. 1-17
Формат: 27,5 × 21,5 см. Объём (нумерация для каждого ежегодника общая): 368 страниц в 1862 году и 140 — в 1863.
Печать: типография Ставропигийского института (1862 ч. 1-36), Михаила Ф. Порембы (1862 ч. 37-43, 1863).

## Тематика
Одновременно с распространением москвофильского движения среди галицко-украинского общества в 1860-х годах также распространяются идеи национального возрождения. Около 1861 года возникла организация «Молодая Русь». Её спикерами стали известные журналы, сначала «Вечерницѣ» (1862—1863), затем — «Цель» (1863—1865) и «Нива» (1865).
«Вечерницѣ» издавали молодые патриоты Федор Заревич, Владимир Шашкевич (сын Маркияна Шашкевича) и Ксенофонт Климкович.
Заревич 20 января 1862 писал о цели создания журнала «Вечерницѣ» так: «…народный язык питомый наш рускій образовати, через тое просвіт у народ наш внести, а литерацьки діла зробити загальным добром, добром цілого народу».
С первых чисел и в течение всего периода выхода редакция публиковала исторические исследования, в частности И. Шараневича «Князь Юрий Бельский» (1862 — Ч. 1-25), Н. Костомарова «Очерки народной южнорусской истории» (1863 — ч. 13-16), П. Кулиша «История Украины с древнейших времён» (1863 — ч. 7-11), научные и научно-популярные статьи и полемические статьи языковедческого и литературоведческого содержания, поднимающие проблему защиты «живого народного слова», например: «Русской язык» (1862.- Ч. 9-13), «Письмо о галицко-русской словесности проф. М. Максимовича. Соч. Я. Ф. Головацкого» (1863.- Ч. 17. С. 130), где, исследуя проблему языкового «хаоса» правописания в Галичине, автор отмечал: «Для нас прошла уже пора польского и время московского языка, теперь настала пора языка родины, то есть южнорусского» («Для нас минула уже пора польської и пора московської мови, тепер настала пора мови ріднои то есть южноруської»).
Заметное место на страницах журнала занимали произведения художественной литературы, в частности поэзия таких украинских авторов, как Кузьма Басарабець, В. Бучацкий, В. Залозецкий, Евгений Згарский, К. Климкович (под псевдонимом Иван Хмара), Ю. Кобылянский, А. Канский (под псевдонимом Сирота), Н. Костомаров, П. Кулиш (под псевдонимом Т. Вешняки), М. Максимович, Ю. Стеслович, М. Устиянович, Ю. Федьковича, Т. Шевченко, В. Шашкевич и М. Шашкевич, П. Леонтович (под псевдонимом Павел с Шуткова) и других; повести и рассказы Ф. Заревич (под псевдонимом Юрко Ворона) («Мужицкий ребёнок», «Опир», «Гошив», «Кто не любил», «Две матери», «Сын разбойника»), В. Бернатовича (под псевдонимом Кузьма басарабець, Басарабець) («С дороги», «Тодор Бушак», «Мужицкая дружба», «Рассказ о Евдокии Долиньшанки, за её судьбу и несправедливость»), П. Забоцня («Гордая пара»), М. Александровича (под псевдонимом Митро Олелькович) («Еврейская благодарность»), П. Кулиша («Огненный змей», «Девичье сердце» и др.) и других писателей.
Журнал публиковал письма из разных уголков Украины, а также из России, Чехии. С целью выработать единую языковую норму выходили словари «южнорусских» слов, распространённых в отдельных местностях.
Постоянные рубрики: «Всячина», «Библиографичная новинка», «Переписка» с читателями.
Среди активных авторов: Кузьма Бернатович (под псевдонимом Басарабець), Евгений Згарский, Ксенофонт Климкович (под псевдонимами Иван Хмара, Кс. Кл., Кс. К.), Н. Костомаров, П. Кулиш (под псевдонимом Хуторянин), М. Максимович, Марко Вовчок, А. Стороженко, Даниил Танячкевич, Ю. Федькович.
Журнал содержал перепечатки статей из петербургского журнала «Основа», художественные сочинения, фольклорные исследования, публицистические статьи. Особое место занимали шевченковедческие материалы. Отдельные статьи впервые в Галичине были написаны по фонетическому правописанию П. Кулиша.